# 树顶袋貂属
樹頂袋貂屬（学名：Acrobates），哺乳綱、袋鼠目、樹袋貂科的一屬，而與樹頂袋貂屬同科的動物尚有羽尾袋貂屬（羽尾袋貂）。

## 下属物种
本属包括以下物种：
- Acrobates frontalis (De Vis, 1887)
- 樹頂袋貂 Acrobates pygmaeus (Shaw, 1793)